# Aéroport de Bhadrapur
Aéroport de Chandragadhi
L'aéroport de Bhadrapur (code IATA : BDP • code OACI : VNCG), connu aussi sous le nom d'aéroport de Chandragadhi, est un aéroport desservant la ville de Bhadrapur dans le district de Jhapa.

## Situation
| \| 100 km1:3 095 000 \| Bajura Bhadrapur Bhâratpur Bhojpur Biratnagar Dhangadhi Dolpa Janakpur Jomsom Jumla Katmandou Lamidanda Lukla Manang Meghauli Nepalganj Phaplu Pokhara Ramechhap Rukumkot Rumjatar Simara Siddharthanagar Simikot Surkhet Talcha Taplejung Thamkharka Tumlingtar Dang |
| 100 km1:3 095 000 |

## Statistiques
Pour des raisons techniques, il est temporairement impossible d'afficher le graphique qui aurait dû être présenté ici.

Voir la requête brute et les sources sur Wikidata.